# 홀로그램 콘서트
홀로그램 콘서트 (hologram concert 혹은 virtual concert)는 가수들이 직접 출연하지 않고 3차원 홀로그램 기술을 이용해 실제로 무대 위에서 공연하는 것처럼 연출한 것이다.

## 원리
홀로그램 무대가 일반무대와 다른 점은 무대 앞쪽과 객석 사이에 얇고 투명한 막이 있다는 점이다. 무대 천장에 설치된 프로젝터 3대에서 아래쪽으로 영상을 쏘면, 바닥의 반사판에서 무대 뒤쪽의 투명 막에 빛이 반사된다. 각 프로젝트에서 보내진 영상이 투명막 스크린에서 겹쳐지면서 부위 별로 위상차를 일으켜 관람객이 입체영상으로 인식하게 된다. 이렇듯 레이저 홀로그램을 연출하기 위해서는 말 그대로 허공에 영상을 맺게 하는 투명한 스크린 매체가 필요하다. 투명한 유리, 아크릴 또는 비닐 등이 사용될 수 있다. 이 투명막에 빛이 비추면 어두운 색 빛은 투영되고 색상이 있는 빛의 주파수들은 특수 화학약품이 처리된 스크린 위에 영상을 맺히게 된다.

## 역사

### 초기 (1998-2007)
국내에서 홀로그램을 공연에 사용하려는 첫 시도는 SM 엔터테인먼트에 의해 주도적으로 이루어졌다. 1998년, 비록 실패로 끝났지만 SM 엔터테인먼트의 대표 남성 그룹인 H.O.T의 데뷔를 홀로그램 공연으로 하려는 시도가 있었다.
2004년 3월 20일을 시작으로 9번에 걸쳐 펼쳐친 보아의 일본 투어 공연에서는 공연의 일부로 홀로그램을 이용하는 첫 시도가 있었다. 첫곡 '더블(Double)'의 연주가 막 시작되자 보아는 홀로그램의 첨단 영상기법을 동원, 스크린 속 두명의 보아 이미지를 하나로 합쳐 관객에 모습을 드러냈다.

### 죽은 자의 부활 (2008-2010)
시간이 흐르며 홀로그램 기술은 공연의 시각 효과 중의 일부로 사용되는 것을 넘어서 공연의 핵심 요소로 사용되기 시작한다. 2008년 일본의 전설적 록그룹 X재팬의 부활 콘서트에서 홀로그램 기술을 사용해 1998년 세상을 떠난 멤버 히데의 모습을 재현해냈다. 그룹 '루나시'의 스기조가 대역으로 나섰고 이 연출에만 1억 5000만엔(약 15억원)이 들었다.
국내에서는 포크그룹 동물원이 2010년 4월 8-9일에 걸쳐 서울 구로아트밸리예슬국장에서 연 콘서트에서 홀로그램 기술을 사용해 원년 멤버인 고(故) 김광석과 협연을 해 큰 호응을 얻었다. 미국 로스앤젤레스에서 공연하던 미공개 영상을 홀로그램으로 입체적으로 재현하여, 동물원과 김광석이 시공을 넘어 협연하는 무대를 선보였다.
2010년 5월 런던에서는 세계를 열광시켰던 스웨덴의 4인조 팝그룹 아바(ABBA)를 기념하는 박물관 겸 테마파크를 개장하고 팬들이 직접 공연장에 올라가 아바 멤버들의 홀로그램 사이에서 함께 춤추고 노래할 수 있도록 하였다. 테마파크 측은 홀로그램 공연에서 1970년대 아바의 공연을 똑같이 재현하기보다는 일종의 만화 캐릭터는 등장시키는 컨셉트를 잡았다. 첨단 홀로그래픽 기술로 재현된 아바의 3차원 캐릭터는 마치 진짜 가수처럼 악기를 연주하고 춤추면서 그룹 아바의 전설이 현재진행형이라는 사실을 각인시키는 기능을 수행했다.
이처럼 홀로그램 기술은 죽은 자를 되살리는 것뿐만 아니라 공연을 화려하게 하는 시각 장치로써의 기능도 여전히 수행하고 있었는데, SM 엔터테인먼트의 남성 5인조 그룹 동방신기는 2008년 일본 투어에서 홀로그램 형식으로 동방신기 멤버들이 가상 공연을 펼치는 장면을 표현해 관객들의 큰 탄성을 이끌어내기도 했다.

### 가상 캐릭터의 공연 (2011-2012)
일본에서는 홀로그램 영상으로 제작된 가상 가수 캐릭터의 공연이 일반 가수 공연의 수익을 압도하는 일이 벌어졌다. 2012년 3월 9일, 일본 도쿄에서 열린 증강현실 가수 하츠네 미쿠 콘서트에는 1만명에 이르는 관객이 몰렸다. 무대 위에는 드럼, 기타 등 연주자만이 실제 사람이고, 전면 스크린에 홀로그램으로 만들어진 가상 가수가 노래를 부르고 춤을 추었지만 관객 반응은 인기 가수 공연 못지않다.
국내에서도 한국 최초의 보컬로이드 시유(SeeU)가 2012년 7월 22일에 방송된 SBS '인기가요'에서 데뷔 무대를 가졌다. 시유는 SBS 아트텍에서 야마하의 보컬 음성합성 소프트웨어 보컬로이드3을 기반으로 제작한 소프트웨어로, 목소리는 글램(GLAM) 멤버 다희 목소리가 샘플로 사용됐다. 3D 홀로그램 형태로 등장한 시유는 직접 가창이 시연되지는 않았지만 인상적인 첫선을 보였다. 자연스러운 움직임으로 함께 무대를 꾸민 글램과 어울리는 모습이었다. 하지만 일본의 하츠네 미쿠의 공연보다는 입체성이 떨어져 그냥 스크린에 띄운 것 같아 보인다는 기술에 대한 비판도 있었다.

### 본격적인 투자의 시작과 전용관의 개관 (2013-현재)
2013년에 들어 국내의 엔터테인먼트 기업들이 본격적으로 홀로그램 공연 사업에 투자를 시작한다.
2012년 8월 10일부터 9일간 서울 삼성동 코엑스에서 열린 'S.M.ART EXHIBITION'에서는 홀로그램 상영관을 마련해 남성 5인조 그룹 샤이니의 무대를 관람할 수 있도록 했다.
2013년 1월 5일에는 SM 엔터테인먼트의 소녀시대가 오후 8시 서울 강남역사거리 엠스테이지에서 정규 4집 앨범 발매 기념 '소녀시대 V 콘서트'를 개최하고, 신곡 '댄싱 퀸(Dancing Queen)'과 '아이 갓 어 보이(I Got a Boy)'의 홀로그램 공연을 펼쳤다.
더 나아가 SM 엔터테인먼트는 2013년 5월 20일 KT와 홀로그램 공간사업을 공동으로 추진하기 위한 양해각서를 체결했다. 양해각서는 SM이 홀로그램 콘텐츠를 기획, 제작하고 KT가 이를 상시 즐길 수 있는 전용체험공간을 제공한다는 내용을 포함했다.
2013년 7월 22일에는 국내 테마파크 최초로 에버랜드가 상시 운영되는 홀로그램 공연장을 개관했다.‘K-Pop Hologram : YG at Everland’(K팝 홀로그램 : 에버랜드에 온 YG)으로 명명된 이 공연장은 에버랜드와 YG 엔터테인먼트가 손잡고 제작한 것으로 YG는 싸이, 2NE1 등 소속 가수들의 홀로그램 영상 제작을 담당했으며, 에버랜드는 인프라 및 디자인, 영상·음향 장비 등 공연장 시설 구축을 맡았다.
홀로그램 공연 사업에 있어서 YG 엔터테인먼트는 후발 주자였지만 2013년 5월 KT와 국내기업 '디스트릭트(d'strict)'와 손잡고 컨소시업 'NIK'를 만드는 등 본격적인 투자를 감행한다.
2013년 11월 4일부터 6일까지 영국 런던에서 개최된 'KBEE2013(코리아 브랜드 한류 상품 박람회)'에서는 가수 싸이와 2NE1의 홀로그램 콘서가 총 26회 시연되었다.
2014년 1월 17일에는 KT와 YG 엔터테인먼트, 미래창조과학부가 공동 지원한 'K-POP 홀로그램 상설 전용공연장(Klive)이 서울 롯데피트인(FITIN) 동대문점 9층에서 문을 열었다. KT와 미래부가 각각 83억원과 10억원을 출자 및 지원한 이 공연장은 모두 500평 규모로 홀로그램 콘서트홀과 디지털 어트랙션으로 구성되어 콘서트홀에선 YG엔터가 소속 가수인 싸이의 ‘강남스타일’과 ‘젠틀맨’, 빅뱅의 ‘배드보이’, 2NE1의 ‘내가 제일 잘나가’ 등의 홀로그램이 1일 8회 유료공연을 한다. 클라이브 홀로그램 영상은 고해상도의 미디어 연출로 실사와 같은 현실감을 제공하고 대형 콘서트장을 방불케 하는 14.2채널의 서라운드 음향시스템과 화려한 조명과 레이저, 포그, 개방형 벽면, 다이나믹 포토 등 각종 특수효과도 결합했다.

## 제작 비용
하나의 홀로그램 공연을 제작하는 데는 대략 2억원 정도의 비용이 소요되며, 이는 보통 뮤직 비디오 제작 비용의 2-3배 이상에 해당하는 정도이다.

## 같이 보기
- 홀로그래피
- SeeU
- 하츠네 미쿠
- SM 엔터테인먼트
- YG 엔터테인먼트